# اسپنگلر، پنسیلوانیا
اسپنگلر (به انگلیسی: Spangler) یک منطقهٔ مسکونی در ایالات متحده آمریکا است که در شهرستان کمبریا، پنسیلوانیا واقع شده‌است.